# Hodejovec
Hodejovec – wieś (obec) na Słowacji położona w kraju bańskobystrzyckim, w powiecie Rymawska Sobota. Pierwsze wzmianki o miejscowości pochodzą z roku 1246. 
Według danych z dnia 31 grudnia 2012, wieś zamieszkiwało 200 osób, w tym 102 kobiety i 98 mężczyzn.
W 2001 roku rozkład populacji względem narodowości i przynależności etnicznej wyglądał następująco:
- Słowacy – 42,58%
- Romowie – 2,39%
- Węgrzy – 55,02%

Ze względu na wyznawaną religię struktura mieszkańców kształtowała się w 2001 roku następująco:
- Katolicy rzymscy – 91,39%
- Ewangelicy – 0,48%
- Ateiści – 6,22%
- Nie podano – 0,48%